# Public Bank FC
El Public Bank FC fue un equipo de fútbol de Malasia que jugó en la Superliga de Malasia, la primera división de fútbol del país.

## Historia
Fue fundado en el año 2003 en el pueblo de Selayang de Selangor como el equipo representante del Public Bank Behad como parte de la Liga Perdana 2, la entonces segunda división nacional, donde en ese año fue promovido a la recién creada Superliga de Malasia para el año 2004.
En su debut en la primera división terminó de subcampeón solo detrás del Pahang FA, pero en la siguiente temporada terminaron en el lugar 7 entre ocho equipos y descendió a la Liga Premier de Malasia.
Al terminar la temporada 2005 el club abandona la liga de Malasia aduciendo dificultades financieras, y por ello el club fue suspendido por todos los torneos organizados por la Asociación de Fútbol de Malasia por los siguientes cinco años. El club desaparece oficialmente en 2006.

## Palmarés
- Liga Perdana 2: 1

2003

## Jugadores

### Jugadores destacados
| - Ivan Ziga - Milan Strelec - Miroslav Hrdina - Gustavo Fuentes | - Mark Rudan - Luis Fernando Espindola - Mohamed Hardi Ahmad |

## Entrenadores
| Periodo | Nombre        |
| ------- | ------------- |
| 2002–05 | E. Elavarasan |